# Sherlock Holmes (film, 2009)
Pour les articles homonymes, voir Sherlock Holmes (homonymie).
Série
Sherlock Holmes : Jeu d'ombres
(2011)
Pour plus de détails, voir Fiche technique et Distribution.
Sherlock Holmes est un film anglo-américano-allemand réalisé par Guy Ritchie et sorti en 2009. Écrit par Michael Robert Johnson, Anthony Peckham et Simon Kinberg , il est adapté du comic book jamais publié de Lionel Wigram et d'après les personnages créés par Sir Arthur Conan Doyle.
Il met en scène Robert Downey Jr. dans le rôle-titre et Jude Law dans celui du Dr Watson, ainsi que Rachel McAdams en Irène Adler et Kelly Reilly en Mary Morstan. Mark Strong interprète le principal antagoniste du film : Lord Blackwood.
Le film est sorti aux États-Unis le 25 décembre 2009 et le 3 février 2010 en France. Une suite, Sherlock Holmes : Jeu d'ombres, est sortie en 2011. Un troisième opus est évoqué depuis des années.
Après être venu à bout du tueur et occulte « magicien » Lord Blackwood, le légendaire détective Sherlock Holmes et son assistant le Dr Watson peuvent clore un autre cas brillamment résolu. Mais quand Blackwood revient mystérieusement d'entre les morts et reprend ses sombres activités, Holmes doit repartir sur ses traces. Devant gérer la nouvelle fiancée de son partenaire et le commissaire Lestrade, chef de Scotland Yard, le détective intrépide doit démêler les indices qui le mèneront vers une série de meurtres tordus, des tromperies et de la magie noire, ainsi que l'étreinte mortelle de la tentatrice Irène Adler.

## Synopsis
Sherlock Holmes et le Dr John Watson, interrompent à temps un rituel de magie noire dans une crypte, orchestré par Lord Blackwood, responsable de la mort de cinq jeunes femmes. Le détective et son acolyte livrent Lord Blackwood aux hommes du commissaire Lestrade. Trois mois plus tard, Sherlock Holmes essaie de dissuader son ami et colocataire John Watson de se fiancer à Mary Morstan. N'ayant plus d'enquête, Holmes s'ennuie fermement, essayant de s'occuper par diverses activités inutiles. Watson vient chercher le détective : Blackwood veut le voir avant de mourir. Holmes se rend alors à la prison et observe qu'une malédiction y prend place : Blackwood contrôlerait le cerveau des criminels. De sa cellule, le magicien jure qu'il reviendra d'entre les morts et qu'il y aura trois morts de plus, que Holmes ne comprendra pas et qu'il ne pourra pas empêcher. Le lendemain, Blackwood est pendu, et Watson lui-même est chargé de constater le décès.
Quelques jours plus tard, Irene Adler, criminelle de renom et grand amour de Holmes, resurgit dans sa vie. Holmes accepte alors la proposition d'Irene : retrouver un homme pour elle contre une somme d'argent. Curieux, Holmes la suit discrètement en se déguisant pour ne pas se faire repérer, et découvre que son commanditaire, caché dans l'ombre, semble très dangereux. Un officier envoyé par Lestrade débarque alors chez eux leur expliquant que le gardien du cimetière a remarqué Blackwood sortir du lieu en pleine nuit. Arrivé au cimetière, Holmes retrouve mort l'homme roux qu'il recherchait pour Irene, dans le cercueil que Blackwood devait occuper initialement, et le corps de celui-ci a disparu. Holmes et Watson inspectent le domicile du mort, et découvrent qu'il était chargé de multiples recherches (scientifiques pour la plupart) qui auraient abouti. Mais ils sont interrompus par trois hommes qui veulent incendier les lieux. Le duo les met en déroute, non sans mal, mais ils sont arrêtés pour avoir saccagé un chantier naval. Mary, la fiancée de Watson, paie sa caution, et Holmes est libéré un peu plus tard par une secte d'hommes d'influence dans le Royaume, adeptes de magie noire et responsables de l'ascension de Blackwood. Ceux-ci le somment d'arrêter le sorcier.
Holmes est alors cagoulé pour qu'il ne puisse pas repérer sa destination, mais cela s'avère être inutile. En effet, Holmes explique au chef de la secte qu'il a déduit où il était emmené, en repérant plusieurs indices en route, dont l'odeur agréable et unique d'une boulangerie. Puis, il déduit par sa chevalière et son iris que cet homme a un lien de parenté avec Blackwood. Étant vieux, il serait son père. Le père de Blackwood lui propose de l'argent pour qu'il arrête son fils. Holmes accepte non pas pour gagner de l'argent, mais pour venger la mort des six victimes et ainsi soulager leurs familles.
Le lendemain, le leader de la secte meurt de paralysie dans son bain. Holmes est demandé sur les lieux par Lestrade, et subtilise quelques indices dans un bureau secret. Le soir suivant, alors que les membres de la secte se réunissent, Blackwood annonce qu'il prend la tête du groupe, et échappe à une tentative d'assassinat par balle en enflammant à distance le tireur, sans bouger. Il fait ensuite boire à un calice les membres de la secte pour les unifier et les protéger, déclarant cette coupe sacrée.
Holmes prélève seul des indices sur le corps du premier mort (un des agresseurs, pendant la fouille du laboratoire de l'individu roux), mais Watson finit par l'aider et ils parviennent à trouver la cachette de Blackwood dans un abattoir, près des quais. Ils y retrouvent une importante machinerie de découpe de viande, mais aussi Blackwood, qui a capturé Irene Adler. Cette dernière est attachée et va bientôt être hachée par une scie. Holmes détruit les engrenages pour stopper la progression d'Adler. Watson l'aide, et Holmes écrase les chaînes d'Adler juste à temps. Ils la libèrent mais, en poursuivant Blackwood, Watson déclenche plusieurs bombes. Celui-ci hurle pour qu'Holmes ne s'approche pas de lui. Le policier qui arrive sur les lieux prend en charge Watson, gravement brûlé, et ordonne à Holmes de filer : il est désormais recherché. Après avoir pris des nouvelles de son ami, Holmes s'enferme dans une chambre pour essayer de comprendre le but de Blackwood. Quand Irene et Watson le réveillent, il leur explique l'objectif du sorcier : toutes les morts consistaient en un gigantesque rituel de magie noire, dont la dernière cible se trouve au Parlement. Mais le répit est de courte durée : Lestrade et ses hommes surgissent pour arrêter Holmes, qui a juste le temps de faire sortir ses amis.
Holmes est amené devant lord Coward, le Ministre de l'Intérieur, membre de la secte et complice de Blackwood, et parvient à déterminer l'emplacement de sa prochaine action. Il fuit, grâce à la complicité de Lestrade qui lui avait donné la clé de ses menottes, et rejoint Watson et Adler sur un bateau pour se rendre dans les égouts. Il découvre alors le plan de Blackwood : empoisonner avec une forme de cyanure volatile les deux cents députés au Parlement. Mais Holmes et Adler parviennent à détacher les bombes de poison avant le décompte. Irene fuit et Holmes la poursuit jusqu'au sommet du chantier du Tower Bridge. Quand Blackwood surgit, il jette Irene deux niveaux en bas et affronte Holmes. Ce dernier parvient à le battre. Il expose alors la conclusion de l'affaire : 
- Blackwood avait payé les criminels de la prison pour qu'ils soient agités, et un gardien pour simuler un envoûtement : tout le monde avait ainsi cru à la malédiction du sorcier.
- Pour assassiner son père, il n'y avait rien non plus de magique : Blackwood avait versé dans la baignoire un liquide ayant paralysé son père, qui se noya dans son propre bain en y coulant.
- Quant au meurtre du membre de la secte qui a tenté de l'abattre le lendemain, ce n'était que grâce à une balle piégée et un liquide inflammable dont le tireur avait été préalablement aspergé à son insu. Le liquide qu'il avait donné à boire à tous les membres était l'antidote de l'arme chimique. Le lendemain au Parlement, les membres de la secte auraient cru à de la magie (si la bombe avait explosé), eux seuls ayant survécu à l'attentat.
- la bombe ne devait que diffuser du poison dans l'air.

Blackwood finit par tomber et se pendre dans des chaînes. Holmes menotte Irene, qui lui révèle le nom de son commanditaire : Moriarty, un professeur très dangereux. Holmes l'avait remarqué lors de sa poursuite contre Adler. Quand il s'est approché d'elle et de son patron, il avait vu des traces de craie sur sa veste. Irene lui confie que Moriarty est beaucoup plus sournois que lui. Holmes relève le défi.
Après qu'Irène a fui, Holmes, ayant reconstitué la fausse pendaison de Blackwood, explique à Watson et Mary comment Blackwood s'est fait passer pour mort. Il apprend qu'un policier est mort dans les égouts le jour de l'attentat, et réalise alors le véritable objectif de Moriarty : ce n'était pas la machine de l'attentat qui l'intéressait, mais plutôt le dispositif télécommandé qui devait l'actionner, révolutionnaire pour l'époque. Il est temps de reprendre l'enquête…

## Fiche technique
Sauf indication contraire, les informations mentionnées dans cette section peuvent être confirmées par la base de données cinématographiques IMDb,  présente dans la section « Liens externes ».
- Titre original : Sherlock Holmes
- Réalisation : Guy Ritchie
- Scénario : Michael Robert Johnson, Anthony Peckham et Simon Kinberg, adapté du comic book[1] de Lionel Wigram et d'après les personnages créés par Sir Arthur Conan Doyle
- Musique : Hans Zimmer
- Directeur artistique : Niall Moroney
- Décors : Katie Spencer
- Costumes : Jenny Beavan
- Casting : Reg Poerscout-Edgerton
- Chef opérateur : Philippe Rousselot
- Montage : James Herbert
- Superviseur des effets spéciaux : Mark Holt
- Producteurs : Susan Downey, Dan Lin, Joel Silver, Lionel Wigram
  - Producteurs délégués : Bruce Berman (en) et Steve Clark-Hall
- Sociétés de production : Silver Pictures, Wigram Productions, Village Roadshow Pictures, Lin Pictures et Internationale Filmproduktion Blackbird Dritte
- Distribution : Warner Bros.
- Pays de production :  États-Unis,  Royaume-Uni et  Allemagne
- Langues originales : anglais, français, letton
- Durée : 128 minutes
- Format : Couleur - 1.85 : 1 - 35 mm - Dolby SR, Dolby SRD, DTS
- Budget : 90 000 000 $[2]
- Genre : action et aventure
- Dates de sortie :
  - États-Unis, Canada : 25 décembre 2009
  - Royaume-Uni : 26 décembre 2009
  - Belgique : 6 janvier 2010
  - Allemagne : 28 janvier 2010
  - France, Suisse romande : 3 février 2010

## Distribution
- Robert Downey Jr. (VF : Bernard Gabay ; VQ : Patrick Chouinard) : Sherlock Holmes
- Jude Law (VF : Xavier Fagnon ; VQ : Martin Watier) : Dr John Watson
- Rachel McAdams (VF : Noémie Orphelin ; VQ : Geneviève Désilets) : Irene Adler
- Mark Strong (VF : Éric Herson-Macarel ; VQ : James Hyndman) : Lord Henry Blackwood
- Kelly Reilly (VF : Natacha Muller ; VQ : Magalie Lépine-Blondeau) : Mary Morstan
- Eddie Marsan (VF : Patrick Borg ; VQ : Carl Béchard) : Inspecteur Lestrade
- James Fox (VF : Olivier Rodier ; VQ : Vincent Davy) : Sir Thomas
- Hans Matheson (VF : Rémi Bichet ; VQ : Jean-François Beaupré) : Lord Coward
- William Hope (VQ : Denis Mercier) : John Standish
- Robert Maillet (VF : Paul Borne ; VQ : Stéphane Rivard) : Dredger
- Bronagh Gallagher (VQ : Élise Bertrand) : la bohémienne

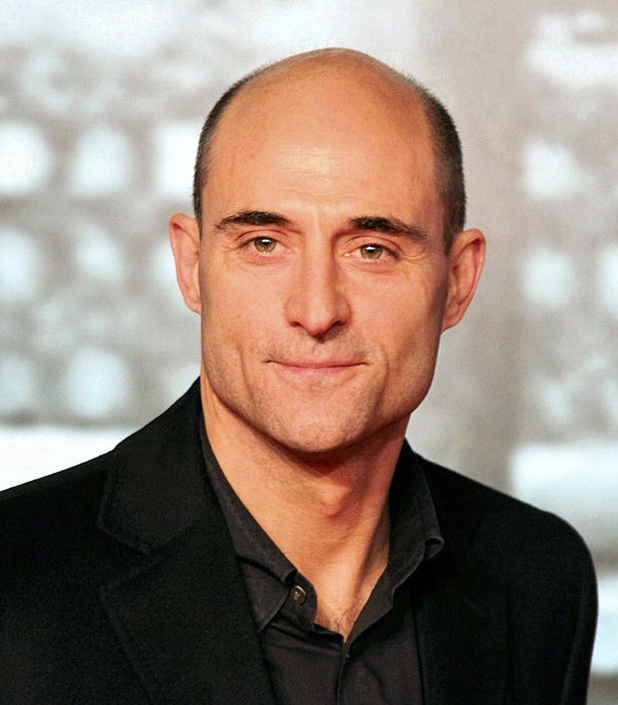
Mark Strong lors de l'avant-première du film à Berlin, en 2010.

- Robert Stone : le boxeur derrière la palissade
- Clive Russell (VQ : Louis-Philippe Dandenault) : le capitaine Tanner
- Geraldine James (VF : Catherine Davenier ; VQ : Isabelle Miquelon) : Mme Hudson
- William Houston (VF : Serge Biavan ; VQ : Sylvain Hétu) : Constable Clark
- David Garrick : McMurdo le boxeur
- James A. Stephens (VF : Michel Ruhl ; VQ : Yves Massicotte) : le commandant Philips
- Ed Tolputt (VF : Patrick Osmond ; VQ : Tristan Harvey) : Professeur Moriarty (voix et silhouette)
Version française
  - Société de doublage : Les Studios de Saint-Ouen
  - Direction artistique : Barbara Tissier
  - Adaptation : Pierre Arson

 Source et légende : version française (VF) sur RS Doublage et Allodoublage
 Source et légende : version québécoise (VQ) sur Doublage.qc.ca

## Production

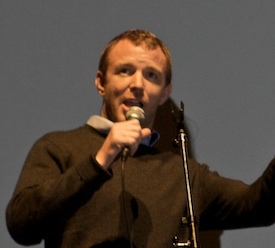
Le réalisateur britannique Guy Ritchie, ici l'année de sortie du film soit 2009, signe ici son premier blockbuster américain.

### Genèse et développement
« Tout a commencé avec ma propre lecture des romans d'Arthur Conan Doyle, et l'image que j'avais de Holmes. Historiquement, ce n'est qu'au début des années 1930, avec l'interprétation de Basil Rathbone, que Holmes s'est mué en une sorte de gentleman british. Mais lorsque vous vous replongez dans les livres, Holmes est un personnage beaucoup plus moderne que ça. Il a même un côté un peu bohémien et peut passer deux semaines sans se raser ni se laver. J'ai vraiment essayé de rester le plus proche possible de ce que Conan Doyle avait créé. »

— Lionel Wigram, Studio Ciné Live
Des producteurs de la Warner Bros. décident en mars 2007 d'acheter les droits du comic book Sherlock Holmes de Lionel Wigram, qui n'a par ailleurs jamais été édité. Les scénaristes Anthony Peckham et Simon Kinberg, connus pour le script du film Jumper, se chargent de l'adaptation. Le célèbre producteur Joel Silver ainsi que Lionel Wigram et Susan Downey se chargent de la production. Cette dernière, n'est autre que la femme de Robert Downey Jr.. Ensemble, notamment Susan Downey, ils pensent à lui proposer le rôle du détective privé : il était déjà au courant de leur projet.

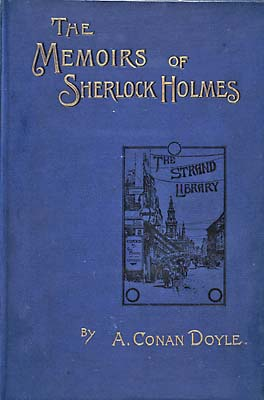
Les Mémoires de Sherlock Holmes, livre original dans lequel on trouve une nouvelle Le Dernier Problème (The Final Problem).

Au printemps 2008, Warner Bros confie au réalisateur britannique Guy Ritchie la mise en scène de Sherlock Holmes qui, à l'origine, devrait être prêt pour 2010 — à l'origine, ce fut attribué à Neil Marshall, réalisateur de The Descent. Après Arnaques, Crimes et Botanique (1998), Snatch : Tu braques ou tu raques (2000) et RocknRolla (2008), Guy Ritchie délaisse son thème fétiche de gangsters pour se lancer dans un Sherlock Holmes ultra-moderne. En juillet 2008, Columbia Pictures annonce qu'elle produira également un long métrage sur Sherlock Holmes plus axé sur la comédie, avec Sacha Baron Cohen dans le rôle principal et Will Ferrell en son fidèle acolyte, sur un scénario de Judd Apatow.
La producteur Susan Downey explique que ce film a été pensé pour une nouvelle génération et pour changer l'image parfois désuète du détective :

« Aujourd'hui, toute une génération ne connaît de Sherlock Holmes que le nom, tandis que les fans de longue date sont restés focalisés sur certains accessoires fétiches (le fameux chapeau), certaines répliques passées à la postérité (“élémentaire, mon cher Watson”). Ils ne retrouveront pas cela dans le film, mais y découvriront des personnages beaucoup plus proches du matériau original, beaucoup plus dynamiques en termes d'action. Nous avons donné à ces histoires une ampleur inusitée et nous avons montré à l'écran ce qui n'était que suggéré dans les livres. »

— Susan Downey
Guy Ritchie évoque lui aussi son approche :

« Ce sera une grosse production, viscérale et intellectuelle. Son intelligence sera reflétée au travers de l’action. À la fois une bénédiction et une malédiction. »

— Guy Ritchie, USA Today.

### Attribution des rôles
La production choisit Robert Downey Jr. pour le rôle-titre. L'acteur était très motivé pour le projet et avait rendu visite avec sa femme Susan Downey au producteur Joel Silver, après avoir entendu parler du projet. Guy Ritchie pense tout d'abord qu'il est trop âgé pour le rôle car il veut alors mettre en scène un jeune Holmes, influencé par le Batman de Batman Begins (2005). Le réalisateur se laisse finalement convaincre.
Jude Law est ensuite choisi pour incarner Docteur Watson, son cher Watson — alors que Russell Crowe, et Colin Farrell y étaient initialement pressentis.
Sienna Miller a été un temps envisagée pour un rôle.
Geraldine James, qui incarne ici Mrs Hudson, avait déjà joué un autre rôle dans une adaptation de Sherlock Holmes : le téléfilm Le Chien des Baskerville (2002).

### Tournage
Le tournage débute en octobre 2008. Il se déroule notamment à la cathédrale Saint-Paul de Londres, en Angleterre, le 6 octobre, c'est à cet endroit que Robert Downey Jr. doit faire face à une belle aventurière Irène Adler, interprété par la brune Rachel McAdams, et Jude Law tombe amoureux d'une certaine Mary Morstan, jouée par la rousse Kelly Reilly.

« J’adorais l’idée de faire un film d’époque sans que ce soit trop stylisé. J’ai adoré 300, mais je trouve que maintenant beaucoup de films reprennent ce parti pris de tout moderniser. Avec Holmes qui justement ne le sera pas on s’aperçoit combien l’original était moderne. Pour 1891, c’était incroyablement moderne. Et puis c’est un honneur de jouer un personnage aussi légendaire que Sherlock Holmes. »

— Robert Downey Jr, Première
En novembre, après Liverpool, ils se trouvent à Chatham Dockyard (Kent), lors d'une scène du combat entre Sherlock Holmes et Dredger, en plein tournage, Robert Downey Jr a reçu un violent crochet au menton de Robert Maillet, qui fait deux mètres treize. Ensanglanté, Robert Downey Jr a perdu conscience mais, très vite, a repris ses esprits pour continuer le film sans se rendre à l'hôpital.
Toute l'équipe et les acteurs partent pour Brooklyn aux États-Unis, en janvier 2009.
Le 18 février, le journal britannique The Sun raconte que les patrons de Warner Bros. avaient demandé au réalisateur de reprendre à zéro quelques scènes étant ridicules et peu réalistes. Le lendemain, ils ont rapidement démenti cette rumeur bien qu'ils fussent « encore tôt dans le processus de production, le studio n’a toujours pas vu de montage du film. La Warner et Guy Ritchie ont été ravis de ce qu'ils ont vu jusqu'à présent ».
La première bande annonce est diffusée en France en mai 2009.
Après la démonstration d'une affiche très sombre au début 2009 présentant Robert Downey Jr. au trait sévère portant une paire de lunettes de soleil et sa pipe, deux nouvelles affiches se révèlent en juin 2009 : l'une avec Jude Law/Watson en veston impeccable et canne à la main en compagnie d'une accroche Crime will pay (Le crime paiera), l'autre Robert Downey Jr. plus souriant avec son comportement de circonstance, ce qui traduit sans doute l'autre accroche Nothing escapes him (Rien ne lui échappe).

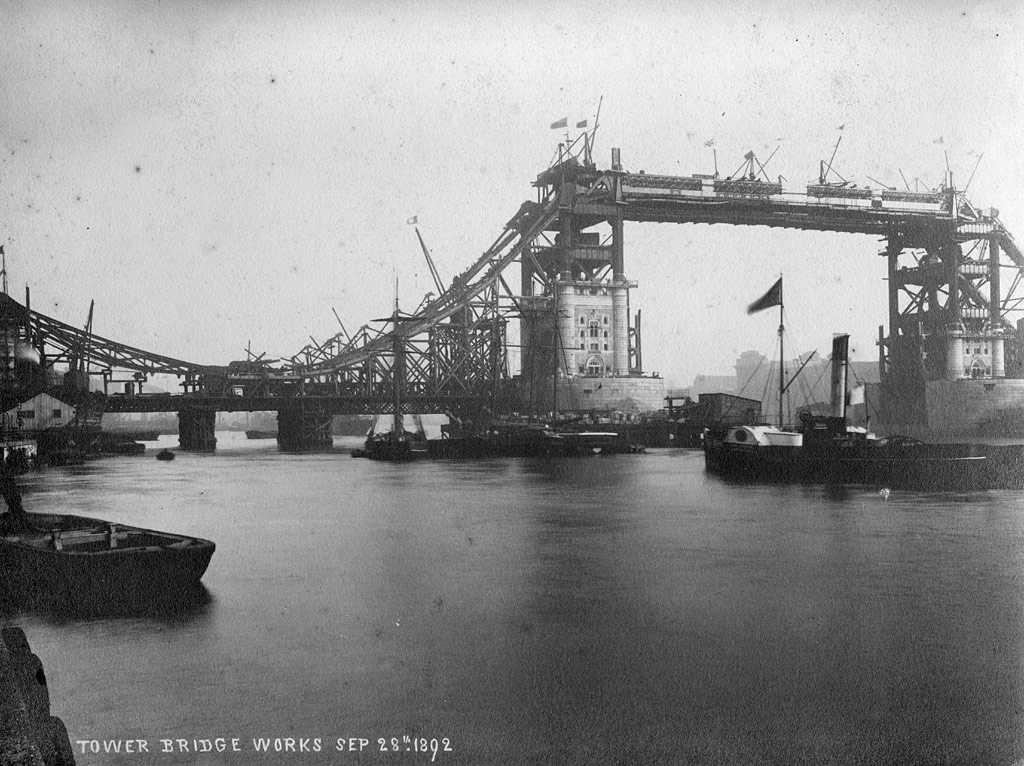
L'une des scènes du film a lieu sur le Tower Bridge en pleine construction (1892) à Londres.

Lieux du tournage
- Angleterre

Brompton Cemetery, Fulham Road, West Brompton, Londres
Finsbury, Londres
Freemasons' Hall, Great Queen Street, Covent Garden, Londres
Cathédrale Saint-Paul de Londres, Ludgate Hill
Bunsen Street, Manchester, Grand Manchester
Little Lever Street, Manchester, Grand Manchester
Manchester Town Hall, Manchester, Grand Manchester
Mangle Street, Manchester, Grand Manchester
Docks de Chatham, Kent
Docks de Liverpool, Merseyside
- États-Unis

Williamsburg, Brooklyn, New York

### Musique
Après The Dark Knight : Le Chevalier noir et Anges et Démons, Hans Zimmer signe en avril 2009 le contrat pour composer la bande originale du film de Guy Ritchie.
Toute la musique est composée par Hans Zimmer.
| Liste des titres | Liste des titres                    | Liste des titres | Liste des titres | Liste des titres | Liste des titres | Liste des titres | Liste des titres | Liste des titres | Liste des titres |
| No               | Titre                               | Durée            |                  |                  |                  |                  |                  |                  |                  |
| ---------------- | ----------------------------------- | ---------------- | ---------------- | ---------------- | ---------------- | ---------------- | ---------------- | ---------------- | ---------------- |
| 1.               | Discombobulate                      | 2:25             |                  |                  |                  |                  |                  |                  |                  |
| 2.               | Is It Poison, Nanny?                | 2:53             |                  |                  |                  |                  |                  |                  |                  |
| 3.               | I Never Woke Up in Handcuffs Before | 1:44             |                  |                  |                  |                  |                  |                  |                  |
| 4.               | My Mind Rebels at Stagnation        | 4:31             |                  |                  |                  |                  |                  |                  |                  |
| 5.               | Data, Data, Data                    | 2:15             |                  |                  |                  |                  |                  |                  |                  |
| 6.               | He's Killed the Dog Again           | 3:15             |                  |                  |                  |                  |                  |                  |                  |
| 7.               | Marital Sabotage                    | 3:44             |                  |                  |                  |                  |                  |                  |                  |
| 8.               | Not in Blood, But in Bond           | 2:13             |                  |                  |                  |                  |                  |                  |                  |
| 9.               | Ah, Putrefaction                    | 1:50             |                  |                  |                  |                  |                  |                  |                  |
| 10.              | Panic, Shear Bloody Panic           | 2:38             |                  |                  |                  |                  |                  |                  |                  |
| 11.              | Psychological Recovery... 6 Months  | 18:18            |                  |                  |                  |                  |                  |                  |                  |
| 12.              | Catatonic                           | 6:46             |                  |                  |                  |                  |                  |                  |                  |
| 52:32            |                                     |                  |                  |                  |                  |                  |                  |                  |                  |

## Sortie et accueil

### Promotion

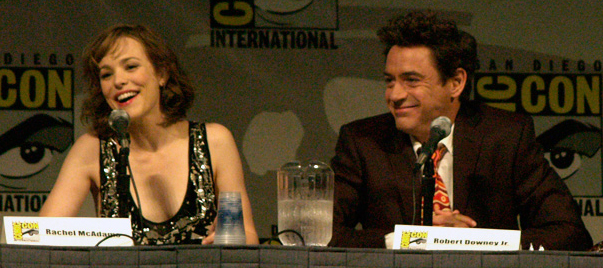
Rachel McAdams et Robert Downey Jr. lors de la promotion du film au San Diego Comic-Con en 2009.

Au San Diego Comic-Con de juillet 2009, les acteurs Robert Downey Jr. et Rachel McAdams se présentent à une conférence en l'honneur du film. L'acteur y explique aux spectateurs comment il a pensé que Sherlock Holmes était le premier super-héros et les questions qu'il s'est posées sur « pourquoi n'ont-ils pas compris comment relancer encore Sherlock Holmes ? ».

### Box-office
| Pays                          | Box-office        | Nombre de semaines | Classement TLT |
| Box-office mondial            | 524 028 679 USD   | sem.               | e              |
| Box-office international      | 315 000 000 USD   | sem.               | e              |
| Box-office États-Unis/ Canada | 209 028 679 USD   | sem.               | e              |
| Box-office France             | 2 143 123 entrées | 8 sem.             | -              |
| Box-office Suisse             | -                 | -                  | e              |

## Distinctions

### Récompenses
- Golden Globes 2010 : Meilleur acteur dans un film musical ou une comédie pour Robert Downey Jr.

### Nominations
- ADG Excellence in Production Design Awards (en) pour Sarah Greenwood, productrice designer
- Broadcast Film Critics Association Award, Meilleur son musical pour Hans Zimmer
- Motion Picture Sound Editors, Meilleur monteur son
- Oscars 2010 : Meilleure direction artistique et Meilleure musique de film pour Hans Zimmer.

## Commentaires
(juillet 2023).
- Si vous ne connaissez pas le sujet, laissez ce bandeau (vous pouvez alors contacter les auteurs).
- Si vous supprimez le contenu mis en cause (vous pouvez préalablement contacter les auteurs),

argumentez précisément cette suppression dans la page de discussion
(un manque de référence n'est pas un argument ; une recherche réelle de référence doit avoir été effectuée, être formellement documentée).
Sherlock Holmes s'habille ici de façon bohème, en tenue et casquette de docker par exemple bien qu'il soit le roi des déguisements en tant qu'espion, et porte des lunettes de soleil. Il manipule aussi bien une épée qu'un bâton et pratique parfaitement l'art martial du bartitsu, comme l'avait écrit Arthur Conan Doyle dans sa nouvelle Le Dernier Problème (The Final Problem, décembre 1893) dans Les Mémoires de Sherlock Holmes où le détective l'utilise pour en finir avec le professeur Moriarty au sommet des chutes du Reichenbach. Mais il est à noter que le Sherlock de cette adaptation semble également utiliser du Wing-chun, sans doutes car l’acteur lui-même en pratique. Quant au Dr Watson, dans le roman, il n'est rien qu'un simple vétéran de guerre. Et un médecin exquis.

## Suite
Une suite, intitulée Sherlock Holmes : Jeu d'ombres (Sherlock Holmes: A Game of Shadows), est sortie en 2011. Toujours réalisé par Guy Ritchie, le film voit apparaître le personnage du Professeur Moriarty comme antagoniste principal, incarné par Jared Harris. Le personnage était déjà présent dans le premier film en tant que mystérieux employeur d'Irène Adler et était incarné par Ed Tolputt mais on n'entendait que sa voix et on le voyait toujours dans l'ombre. Robert Downey Jr, Jude Law et Rachel McAdams font partie de la distribution ainsi que la suédoise Noomi Rapace.
Un troisième est évoqué depuis des années. En 2019, Dexter Fletcher est annoncé comme réalisateur. En 2023, le réalisateur déclare travailler sur un script avec Robert Downey et le scénariste Joe Penhall. Susan Downey et sa collaboratrice Amanda Burrell confirme plus tard que le projet est en développement et qu'il reste une priorité.

## Autour du film
- Robert Downey Jr. et Jude Law ne se connaissaient pas avant : ils se sont rencontrés pour la première fois un mois avant le début du tournage[38].
- Robert Downey Jr. a lu beaucoup d'histoires de Sherlock Holmes et a observé la série Sherlock Holmes (1984) créée par la Granada Television (avec l'acteur Jeremy Brett) afin d'en apprendre plus au sujet du personnage.
- Bien que, littéralement, Sherlock Holmes soit plus grand que son élémentaire Dr Watson, Robert Downey Jr. a dû supporter des talonnettes[39] presque tout le long du film pour rattraper les cinq centimètres de Jude Law, faisant un mètre quatre-vingt. Il a trébuché plusieurs fois et jurait contre Guy Ritchie et ses « stupides chaussures »[39].
- Les producteurs du film se seraient agacés que Robert Downey Jr déclare que le Sherlock Holmes qu'il incarne à l'écran était homosexuel[40]. Andrea Plunkett, titulaire des droits d'auteur de Sherlock Holmes aux États-Unis, a déclaré qu'elle n'autoriserait pas de suite au film si Guy Ritchie et les scénaristes laissaient entendre que le personnage était homosexuel[41].